# Rue Ovide Decroly
La rue Ovide Decroly est une rue ancienne de la section d'Angleur faisant partie de la ville belge de Liège.

## Situation
Située au pied du versant boisé sous la lande de Streupas, la rue traverse la localité d'Angleur d'est en ouest depuis la rue des Coudriers et la rue Triolet jusqu'à la rue du Vallon.

## Description
Longue d'environ 610 m, la rue est plus ou moins parallèle à la rue Vaudrée. La rue comprend deux virages. Elle applique un sens unique de circulation automobile de la rue des Coudriers vers la rue du Vallon. Elle est essentiellement résidentielle et compte environ 150 immeubles d'habitation.

## Odonymie
La rue rend hommage à Ovide Decroly, pédagogue, médecin, et psychologue belge, né à Renaix en 1871 et mort à Uccle en 1932.

## Patrimoine et architecture
La ferme de la Paix d'Angleur, classée, située au no 59 a été construite au XVIIe siècle.

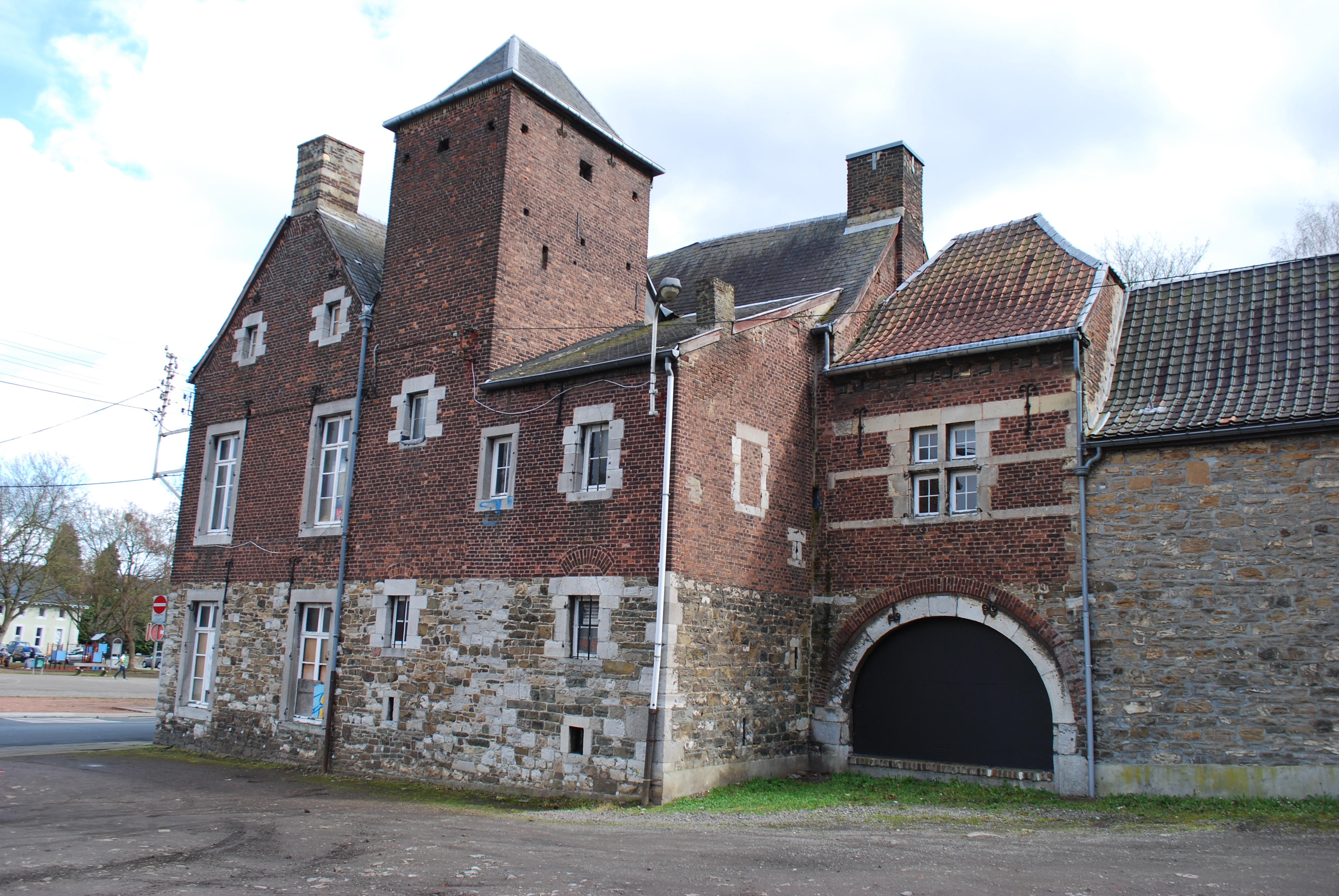
La ferme de la Paix d'Angleur

La chapelle Notre-Dame de Bon Secours, située à l'arrière de la ferme de la Paix d'Angleur.

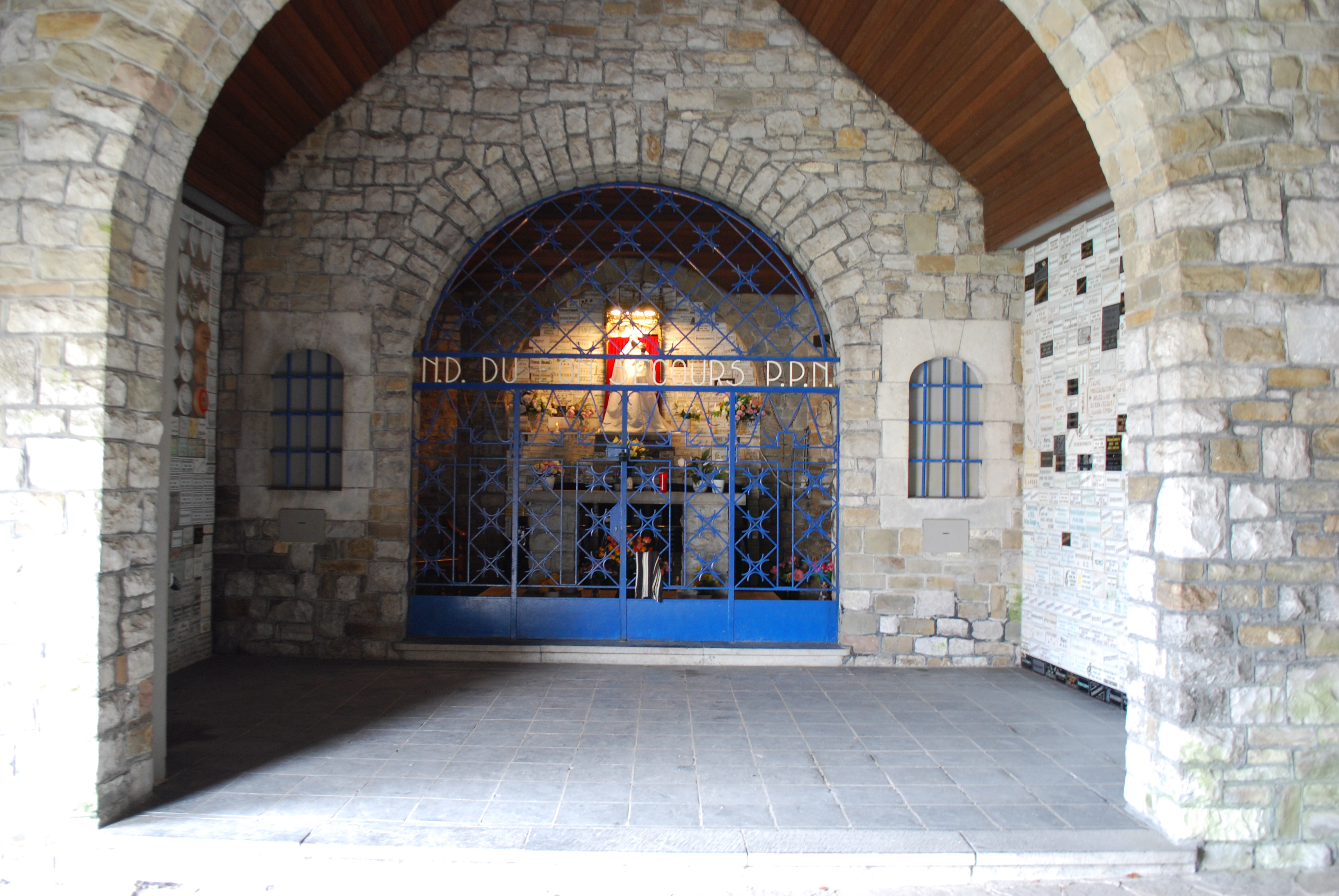
La chapelle Notre-Dame de Bon Secours

La rue Ovide Decroly a la particularité d'être la rue de la section d'Angleur et l'une des rues de la ville de Liège possédant le plus grand nombre d'immeubles de style Art déco où en possédant certains éléments décoratifs. Les immeubles les plus caractéristiques de cette architecture datant de l'Entre-deux-guerres sont situés aux nos 3, 9, 11, 13, 40, 46, 69, 92, 102, 104, 106, 124, 133 et 137.
Parmi ces maisons Art déco, la façade polychrome de la maison sise au no 69 (en face de la rue Jules Verne) vaut surtout pour sa structure originale avec un rez-de-chaussée en poutres de fer apparentes légèrement arquées dans leur partie supérieure, pour ses bandeaux en escaliers et pour ses pilastres se prolongeant au-dessus de la toiture plate.

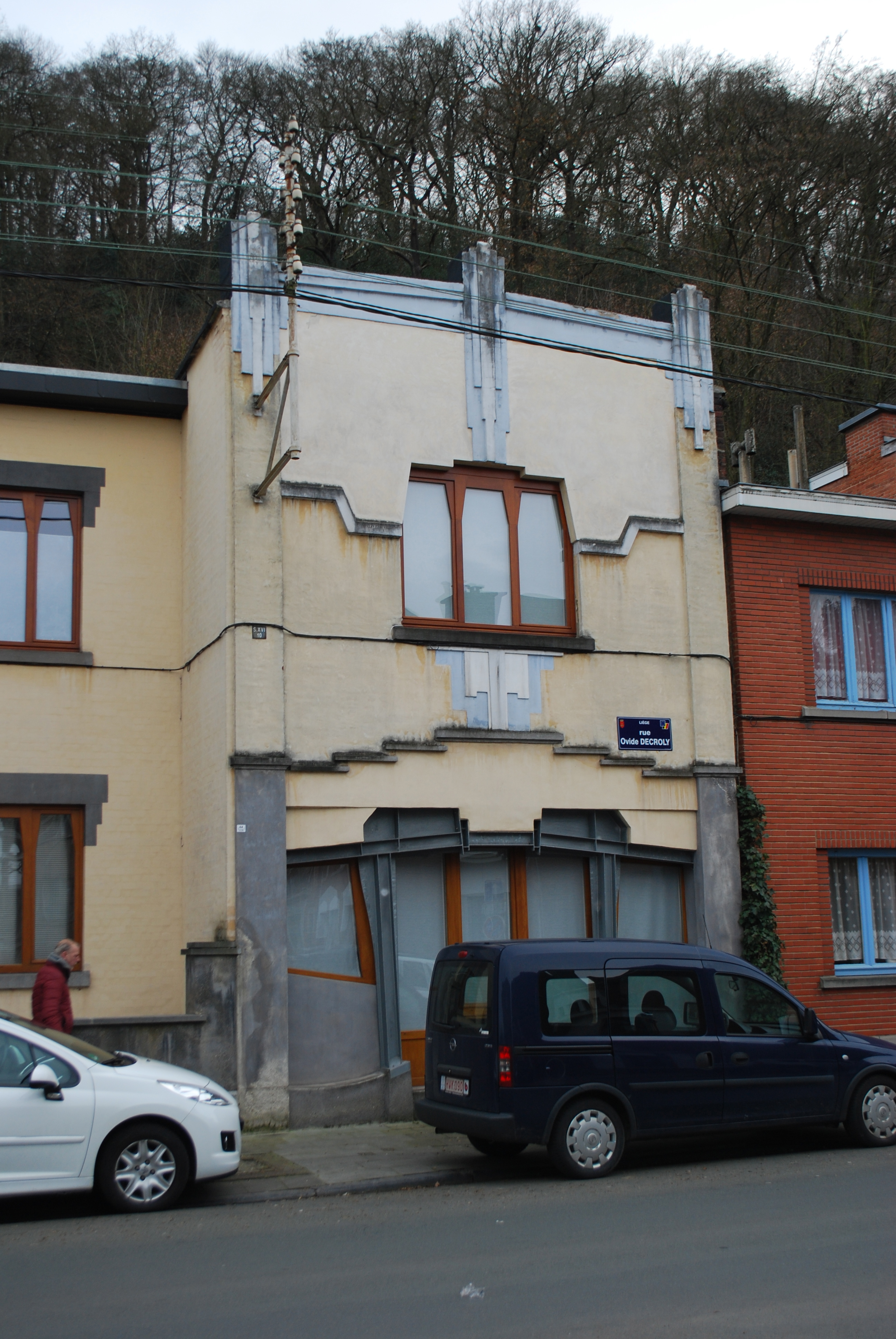
Maison Art déco, rue Ovide Decroly, 69

## Voies adjacentes
- Rue Triolet
- Rue des Coudriers
- Rue du Prince Régent
- Square de la Paix d'Angleur
- Rue Jules Verne
- Rue de la Résidence
- Rue du Vallon

Aux deux extrémités de la rue (à gauche de l'immeuble no 3 et à droite du no 159), quelques escaliers mènent aux sentiers grimpant le versant boisé vers la lande de Streupas.